# Arthur Stuart
Titre
Duc de Rothesay
20 octobre 1509 – 14 juillet 1510
(8 mois et 24 jours)
Arthur Stuart, duc de Rothesay (20 octobre 1509, Holyrood palace - 14 juillet 1510, château d'Édimbourg) est le second fils de Jacques IV d'Écosse et de Marguerite Tudor.
À l'époque de sa naissance, Jacques IV a perdu ses autres fils. Son unique fils légitime Jacques Stuart est mort l'année précédente. Le nouveau-né, duc de Rothesay, et son père sont les seuls descendants vivants de son grand-père paternel Jacques III d'Écosse. L'héritier présomptif depuis 1508 était John Stuart, duc d'Albany, un neveu de Jacques III. 
Le jeune duc meurt juste un an après sa naissance. Son décès laisse Jacques IV à nouveau sans enfant, et le duc d'Albany redevient l'héritier présomptif de la Couronne, et ce jusqu'à la naissance d'un troisième fils, en 1512, le futur Jacques V d'Écosse.

## Sources
- (en) Cet article est partiellement ou en totalité issu de l’article de Wikipédia en anglais intitulé « Arthur Stewart, Duke of Rothesay » (voir la liste des auteurs).
- Alison Weir, Britain's Royal Family: A Complete Genealogy